# Fuori posto (album)
Fuori posto  è il secondo album in studio del gruppo musicale italiano Ottavo Padiglione, pubblicato nel 1995.

## Il disco
Prodotto dall'etichetta discografica Black Out, l'album contiene nuovi brani e altre canzoni recuperate dal precedente repertorio dal vivo del gruppo.

## Tracce
1. Sei andata via – 3:25
2. Paranoid Song – 4:34
3. Un'altra vita – 4:09
4. Dal balcone – 3:57
5. Overdose Adventure – 4:38
6. Quando non ci sei – 3:16
7. Richiamo della foresta – 3:52
8. Vitelloni – 1:55
9. Giulio – 4:42
10. Gimme Money – 1:53
11. Compagno Lagana – 5:21
12. Domani mi sparo – 3:19